# St. Vincent (musiker)
St. Vincent, artistnamn för Annie Clark, född 28 september 1982 i Tulsa, Oklahoma, är en amerikansk singer-songwriter. Hon var tidigare en del av gruppen The Polyphonic Spree.
Hon har agerat förband åt bland andra The National, Arcade Fire, Andrew Bird, Xiu Xiu, Death Cab for Cutie, och Grizzly Bear.
Clark växte upp som ett av åtta syskon i en katolsk familj i en förort till Dallas.

## Diskografi

### Studioalbum
- 2007 – Marry Me
- 2009 – Actor
- 2011 – Strange Mercy
- 2012 – Love This Giant, med David Byrne
- 2014 – St. Vincent
- 2017 – Masseduction
- 2021 – Daddy's Home

### EP
- 2003 – Ratsliveonnoevilstar
- 2006 – Paris Is Burning